# Emmy-Noether-Gymnasium Erlangen
Das Emmy-Noether-Gymnasium ist ein naturwissenschaftlich-technologisches und sprachliches Gymnasium in Erlangen-Bruck. Es ist nach der deutschen Mathematikerin Emmy Noether benannt, die 1882 in Erlangen geboren wurde.

## Geschichte
Die Entwicklung Erlangens zur Großstadt bedingte  Mitte der 1970er Jahre den Bau eines weiteren Gymnasiums. Die Schule wurde daher 1974 als naturwissenschaftliches und neusprachliches Gymnasium unter dem Namen Gymnasium Südwest gegründet. Nachdem der Unterrichtsbetrieb 1974 provisorisch in der Michael-Poeschke-Schule begonnen hatte, erfolgte im Frühjahr 1982 der Umzug in das heutige Gebäude an der Noetherstraße. Der Standort gab hier den Ausschlag für den heutigen Namen der Schule: Die Noetherstraße war nach Max Noether benannt worden. Die hiesige Schule sollte den Namen seiner Tochter, der ebenfalls bedeutenden Erlanger Mathematikerin Emmy Noether, erhalten. Am Geburtstag Emmy Noethers, dem 23. März 1982, wurde das Gymnasium offiziell eingeweiht.

## Gebundener Ganztag
2004/05 wurde in Erlangen zuerst am Emmy-Noether-Gymnasium eine teilgebundene Ganztagsschule in Form eines Ganztagszugs eingerichtet. Damit verbunden ist für die Ganztagsklasse ein durchgehend strukturierter Aufenthalt in der Schule an vier Wochentagen von täglich mehr als sieben Zeitstunden. Die vormittäglichen und nachmittäglichen Aktivitäten der Schüler stehen in einem konzeptionellen Zusammenhang. Der Pflichtunterricht ist in rhythmisierter Form auf Vormittag und Nachmittag verteilt. Über den ganzen Tag hinweg wechseln Unterrichtsstunden mit Übungs- und Studierzeiten und sportlich, musisch und künstlerisch orientierten Fördermaßnahmen.
Die Pausen- und Mittagsverpflegung wird von den Regnitz-Werkstätten der Lebenshilfe angeboten. Die Küche der Werkstätten legt großen Wert darauf, regionale Produkte zu verwenden und diese frisch zu verarbeiten. Sie setzt verstärkt auf Bio-Erzeugnisse und verzichtet auf Geschmacksverstärker, künstliche Aromastoffe und genetisch veränderte Lebensmittel.
Neben dem gebundenen Ganztag wird auch ein offener Ganztag angeboten.

## Ausbildungszweige und Besonderheiten
Das Emmy-Noether-Gymnasium bietet zwei Ausbildungszweige:
- Naturwissenschaftlich-technologischer Zweig: Es werden zwei Fremdsprachen erlernt. Kombination: Englisch/Französisch oder Englisch/Latein. Ab der 8. Klasse kommt Chemie hinzu, ab der 9. Klasse Informatik.
- Sprachlicher Zweig: Mit der Sprachenfolge Englisch/Latein kommt ab der 8. Jahrgangsstufe statt Chemie die dritte Fremdsprache Französisch hinzu.

Weitere Besonderheiten:
- Ab der 5. Jahrgangsstufe gibt es am Emmy-Noether-Gymnasium das Profilangebot: Latein plus Englisch.
- Unabhängig von der gewählten Ausbildungsrichtung besteht die Möglichkeit, ab der 10. Jahrgangsstufe die erste oder zweite Fremdsprache durch Italienisch zu ersetzen.
- Zusätzlich werden als Wahlfächer Schulband, Bigband, Chor, Theater, Forschergruppe (Physik, Chemie, NuT), Schulsanitäter, Schule ohne Rassismus, Siebdruckwerkstatt, Werken mit Holz, Spanisch, Schulradio, Poetry Slam, Tischtennis, Handball und Krafttraining angeboten.

## Schüleraustausch
Partnerschulen des Emmy-Noether-Gymnasiums befinden sich in:
- Saint-Léonard-de-Noblat (Frankreich)
- Lucca (Italien)
- Wladimir (Russland)
- Istanbul (Türkei)

## Schulpartner
Das Emmy-Noether-Gymnasium pflegt Schulpartnerschaften zu mehreren Unternehmen und Vereinen.

## Auszeichnungen
- Seit 2012 ist die Schule Referenzschule für Medienbildung.[3]
- Das P-Seminar „Stolpersteine gegen das Vergessen – die Menschen hinter den Namen“ wurde 2021 mit dem Bayerischen P-Seminarpreis ausgezeichnet.[4]
- Das Emmy-Noether-Gymnasium wurde 2021 zur „Bayerischen Forschungsschule des Jahres 2021“ nominiert. Zwei Projekte wurden im Vorfeld mit dem Preis „Jugend forscht“ im Regionalwettbewerb ausgezeichnet.[5][6]
- 2014 wurde die Schule in das Netzwerk Schule ohne Rassismus – Schule mit Courage aufgenommen.[7]

## Ehemalige Schüler
- Barbara Hahlweg (* 1968), Journalistin und Fernsehmoderatorin
- Alexander Megos (* 1993), Sportkletterer